# Метательные заряды калибра 155 мм

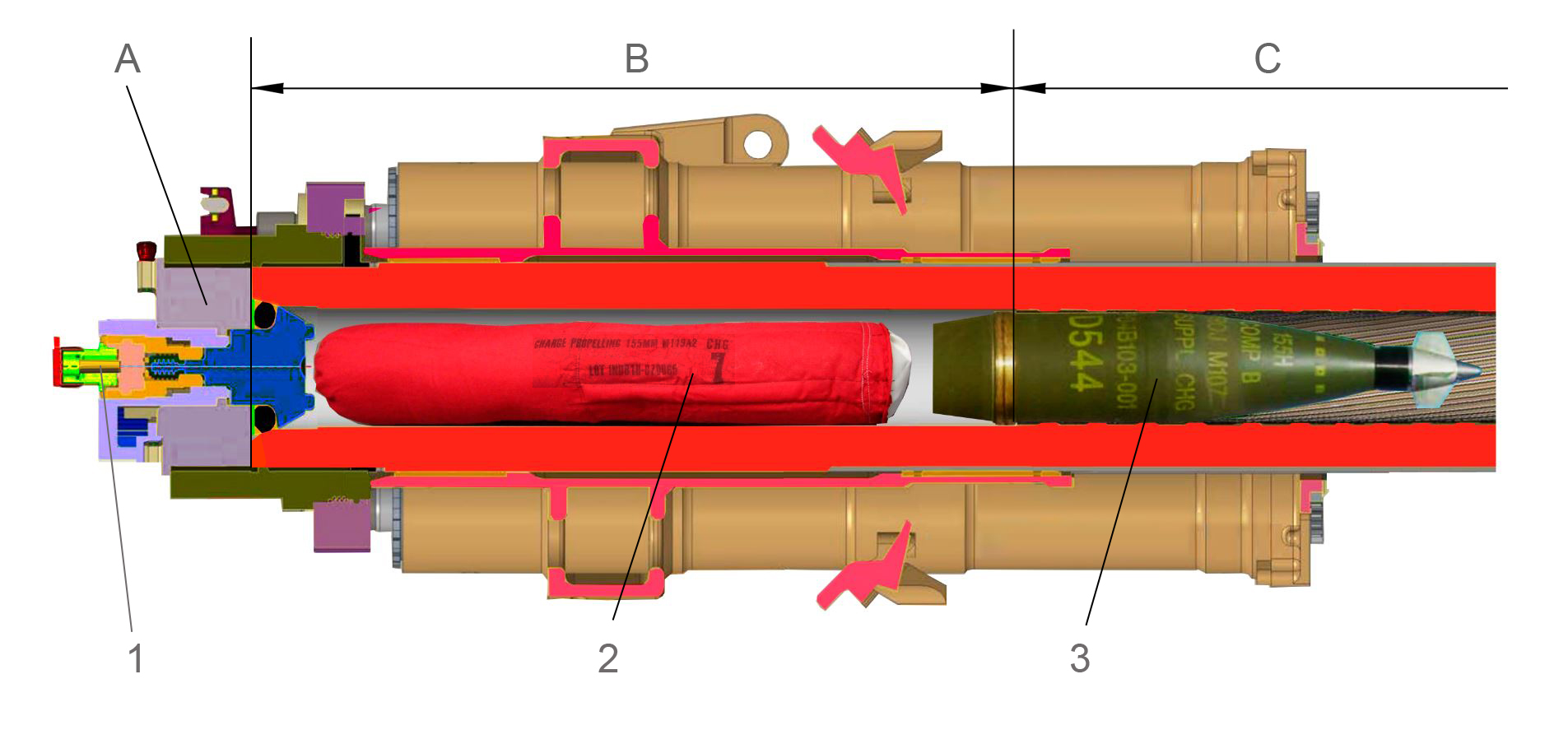
Заряженное орудие M284 самоходной гаубицы M109A7 Paladin. A - затвор; B - камора; С - нарезная часть канала ствола
1. Ударная трубка M82; 2. Метательный заряд M119А2, заряд 7; 3. Снаряд M107 c корректирующим взрывателем M1156 PGK

В современных артиллерийских орудиях калибра 155мм применяется раздельное картузное заряжание, то есть снаряд и метательный заряд (МЗ), состоящий из сборки картузов либо стандартных модулей, заряжаются раздельно.
Соответственно метательные заряды для калибра 155мм делятся на картузные и модульные.

## Картузные метательные заряды

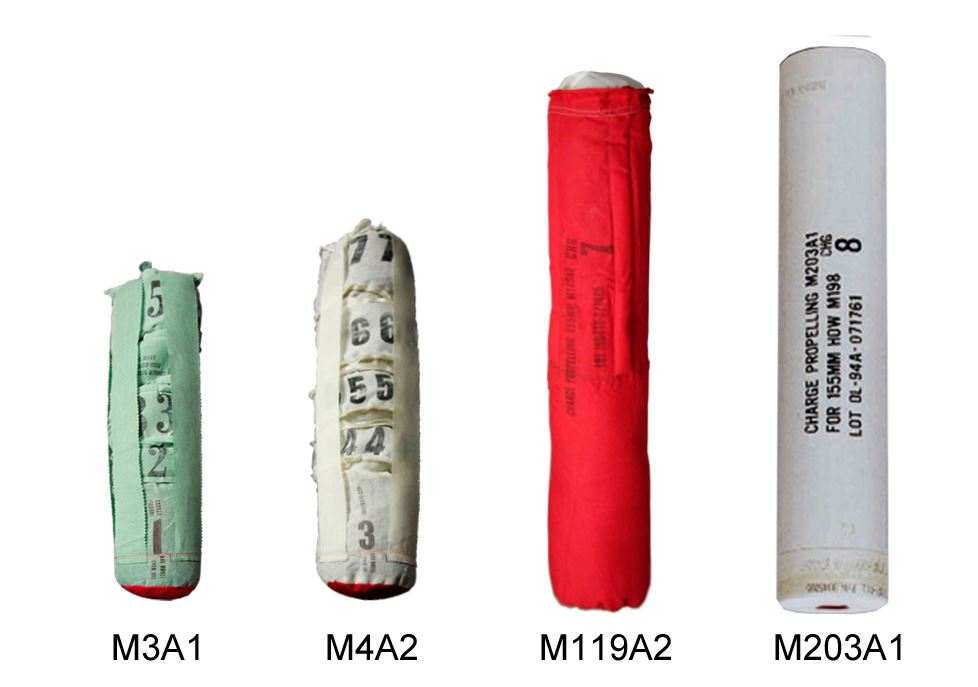
Зарядные картузы калибра 155 мм

В этих зарядах порох находится в сгорающих хлопчатобумажных мешках-картузах, каждый из которых имеет свой номер. Несколько картузов, связанных вместе, образуют метательный заряд.
Существуют следующие типы МЗ: 
М3А1  "зеленый мешок" (англ: green bag), состоит из пяти пороховых зарядов в картузах зелёного цвета, в сумме содержащих 2,55 кг одноканального пороха M1. Обеспечивает дальность стрельбы до 9,8 км. Заряды содержат неодинаковое количество пороха. Самый большой - основной заряд, пронумерованный цифрой "1".  Со стороны, обращённой при загрузке к затвору орудия, к основному заряду пришит красный тканевый мешочек с воспламенителем. Для метательного заряда М3А1 применяется воспламенитель чистого горения (англ: clean-burning igniter  (CBI)), состоящий из нитроцеллюлозы с добавками дифениламина, нитрата калия и графита. Вес CBI - 100 грамм.  Воспламенительный заряд M3 составлял 85 грамм чёрного пороха. С противоположной стороны от воспламенителя к основному заряду приложены дополнительные картузы (инкременты), пронумерованные цифрами от "2" до "5". Картузы скрепляются между собой четырьмя матерчатыми ремнями, пришитыми к основному заряду и завязываемыми поверх Инкремента 5. Заряд М3 собран без пламегасителей. Заряд M3A1 включает в себя 3 прокладки для уменьшения вспышки (англ: flesh reduser) M2, содержащие нитрат калия или сульфат калия. Между базовым зарядом и инкрементом 2 установлена одна прокладка весом в 28 грамм, между последующими инкрементами -  по две таких прокладки. Полный вес заряда М3А1 составляет 2,81 кг, длина - 40,6 см
Для хранения и транспортировки заряды упаковываются в герметичные металлические контейнеры - тубусы. В один тубус помещается два заряда M3A1.

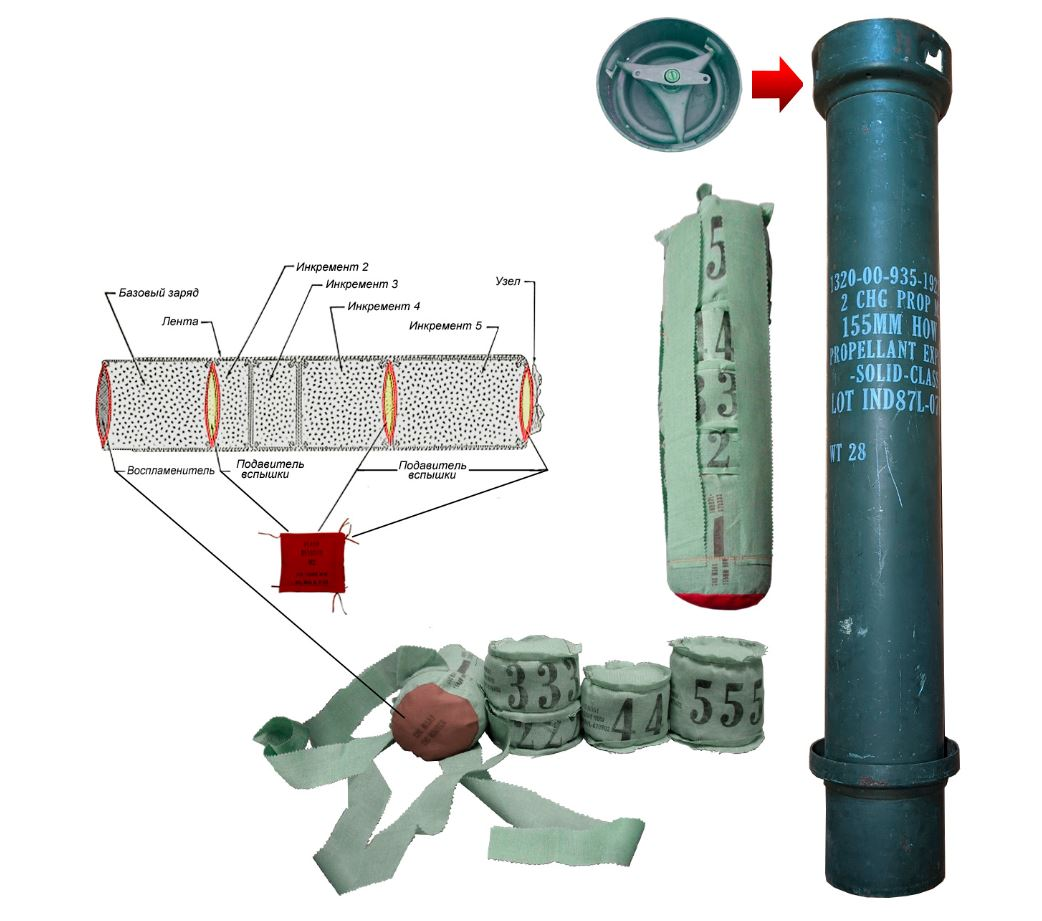
155 мм метательный заряд M3A1 "зелёный мешок" производства Indiana Army Ammunition Plant. Устройство, разобранный вид, собранный вид, контейнер для хранения и транспортировки
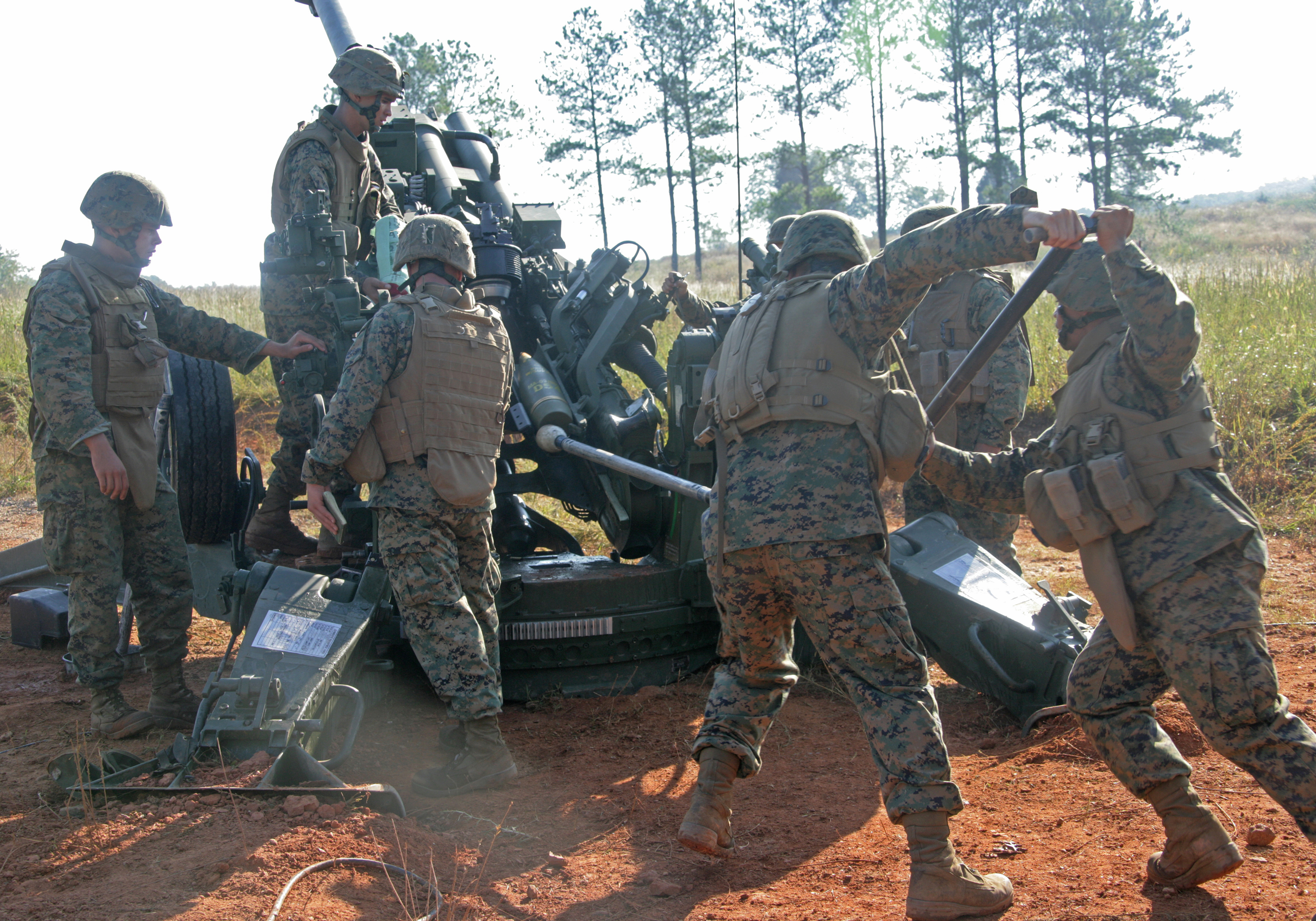
Применение войсками США заряда M3A1 и снаряда M107 при стрельбе из гаубицы M777 на учениях в 2008 году.

М4А2   "белый мешок" (англ: white bag) , состоит из пяти пороховых зарядов в картузах белого цвета, в сумме содержащих 6 кг многоканального пороха M1. Обеспечивает дальность стрельбы до 14,7 км. Заряды содержат неодинаковое количество пороха. Самый большой - основной заряд, пронумерованный цифрой "3". Со стороны, обращённой при загрузке к затвору орудия, к основному заряду пришит красный тканевый мешочек с воспламенителем CBI весом 100 грамм. С противоположной стороны от воспламенителя к основному заряду приложены дополнительные картузы (инкременты), пронумерованные цифрами от "4" до "7". Картузы скрепляются между собой четырьмя матерчатыми ремнями, пришитыми к основному заряду и завязываемыми поверх Инкремента 7.  Между базовым зарядом и инкрементом 4  установлена одна прокладка для уменьшения вспышки, содержащая нитрат калия или сульфат калия весом в 28 грамм.  Полный вес заряда М4А2 составляет 6,35 кг, длина - 53,34 см

### Производство
В США заряды М4А2 производились на Армейском Заводе Боеприпасов в Индиане. В настоящее время производство свёрнуто. В других странах М4А2 продолжает производиться. Например, в Южной Корее заряд производит Hanwha Corporation под наименованием KМ4А2.

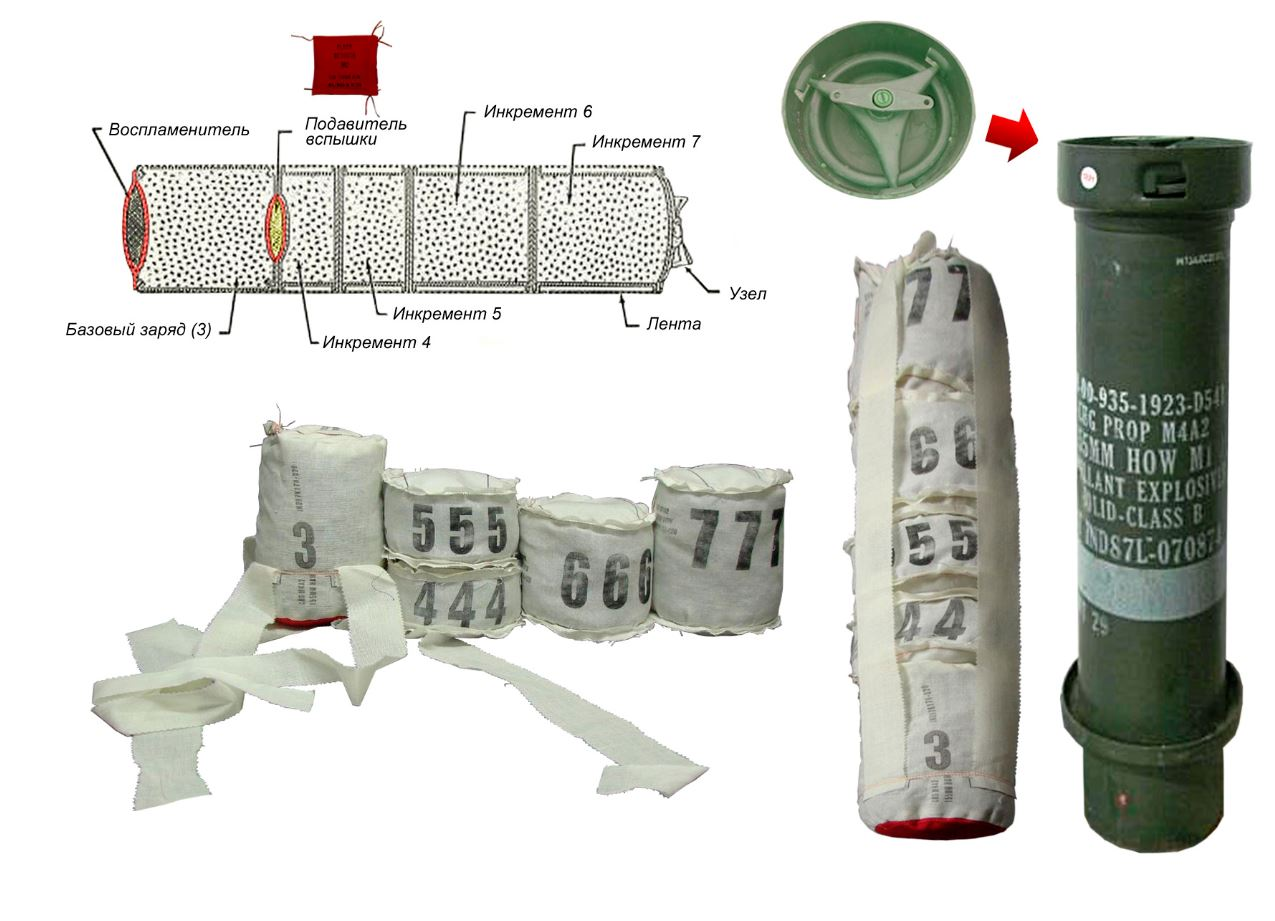
155 мм метательный заряд М4А2 "белый мешок" производства Indiana Army Ammunition Plant. Устройство, разобранный вид, собранный вид, контейнер для хранения и транспортировки
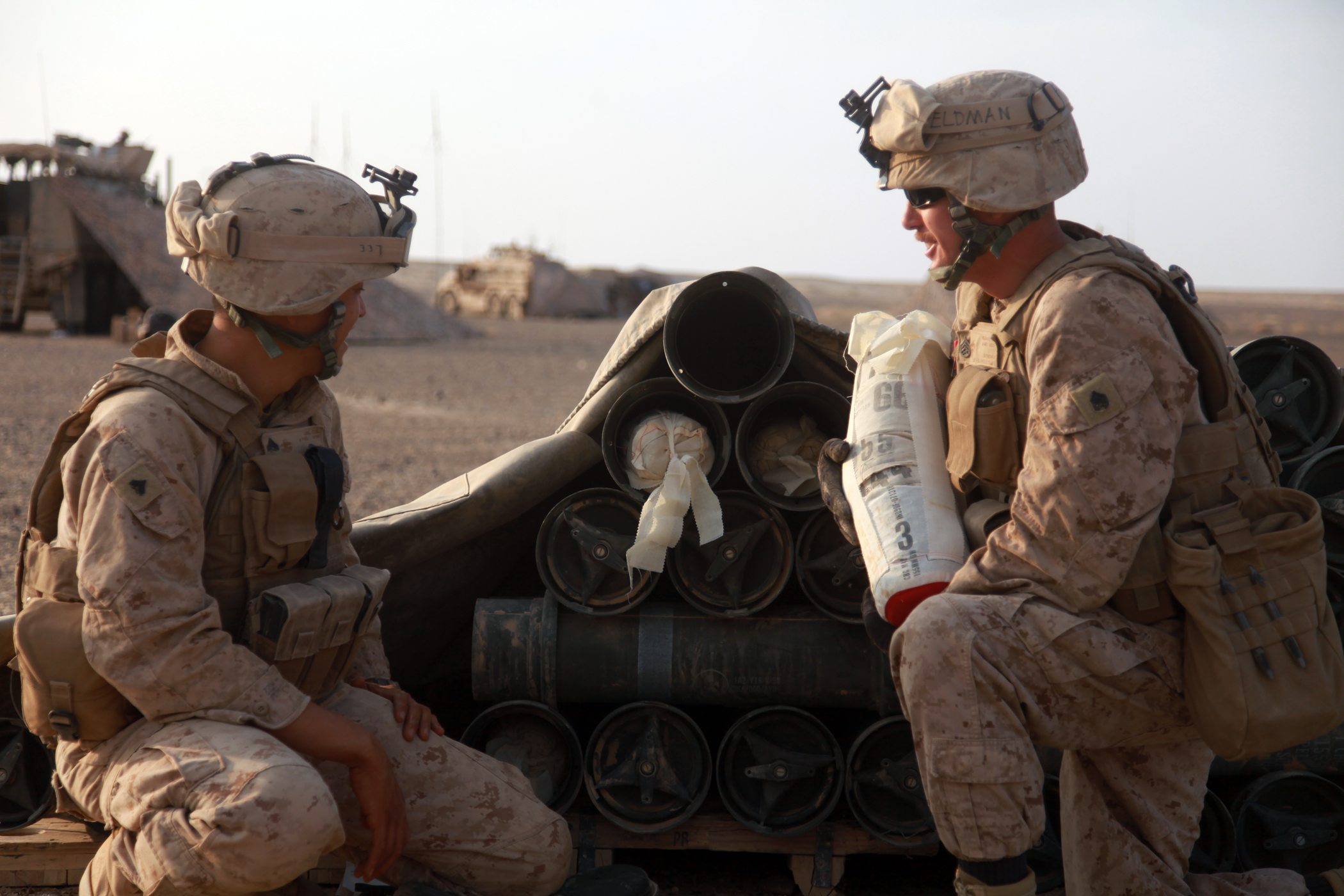
Применение М4А2 войсками США в Афганистане, 2009 год.
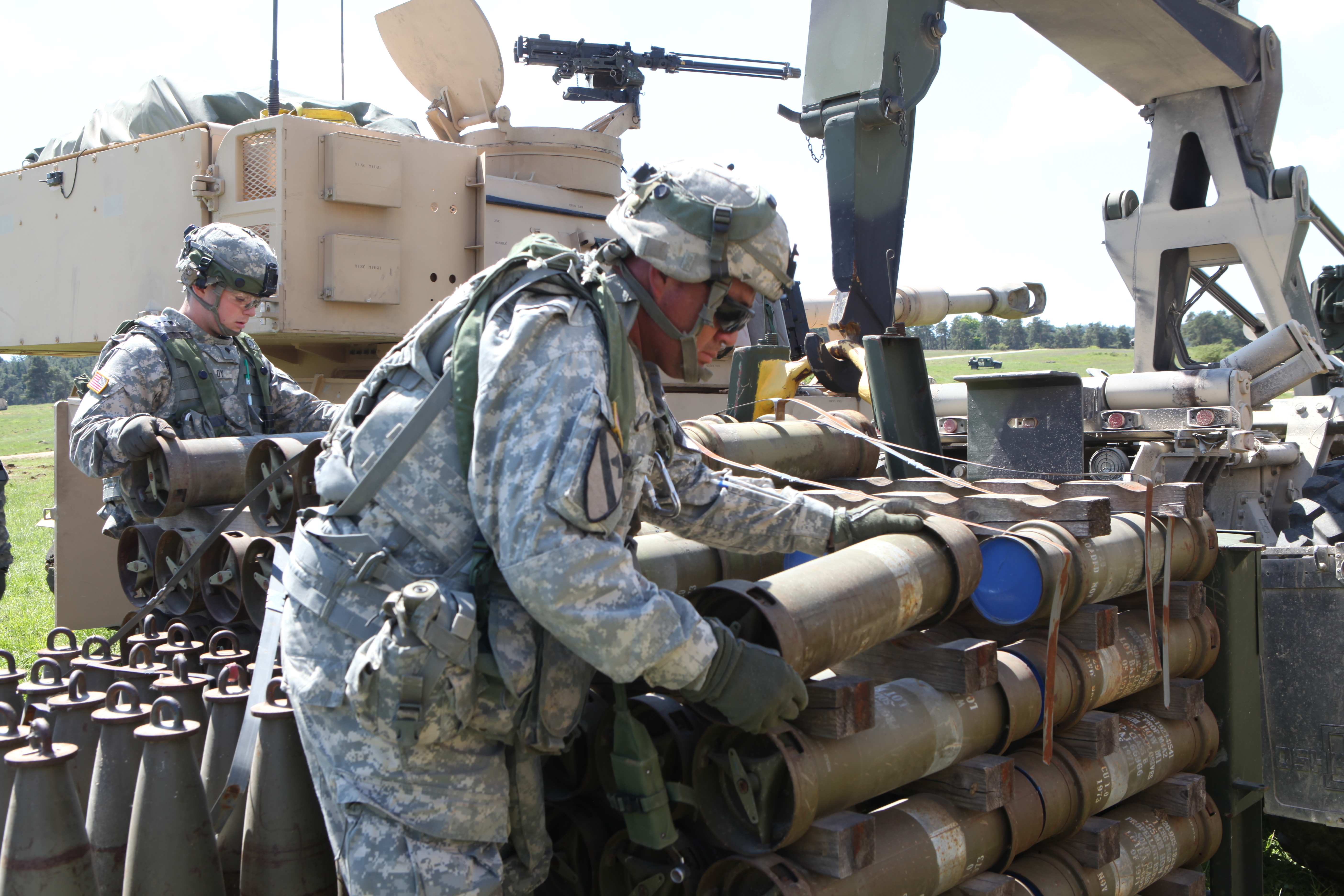
Применение М4А2 1973 года выпуска войсками США  на учениях в Германии в 2014 году.

M119 "белый мешок" (англ: white bag) унитарный единый метательный заряд зоны 8. Имеет перфорированную центральную трубку воспламенителя, проходящую по продольной оси заряда, Передний конец заряда имеет вкладыш из свинцовой фольги, так же к переднему концу заряда пришит мешочек с пламегасителем - сульфатом калия. M119 Не совместим с активно-реактивными снарядами из-за конструкции пламегасителя.
M119A1 точно такой же, как M119, за исключением кольцевого пламегасителя, пришитого к переднему концу. Такая конструкция пламегасителя исключает воспламенение ракетного двигателя активно-реактивного снаряда.
Матерчатая оболочка зарядов M119 и M119A1 имела шнуровку по всей длине. Шнуровка необходима для обеспечения  жёсткости и структурной стабильности собранного заряда.
Дальнейшим развитием конструкции зарядов M119 и M119A1 является заряд М203.
В США заряды M119 и M119A1 производились на Армейском Заводе Боеприпасов в Индиане. В настоящее время производство свёрнуто. В других странах M119A1 продолжает производиться. Например, в Южной Корее заряд производит Hanwha Corporation под наименованием KМ119A1 
M119A2  "красный мешок" (англ: red bag),  унитарный единый метательный заряд зоны 7. Обеспечивает дальность стрельбы до 18 км. Базовая подушка-воспламенитель содержит 113 грамм пороха CBI и небольшой центральный заряд из 15 грамм чёрного пороха. Заряд имеет длину 74 см и диаметр 15,24 см и содержит 9,5 кг пороха M6. Передний конец заряда имеет вкладыш из свинцовой фольги весом 85 грамм и четыре кармана, пришитых продольно по окружности. Каждый из четырёх карманов содержит 113 грамм сульфата калия, который действует как подавитель вспышки. Полный вес заряда М119А2 составляет 10,7 кг.

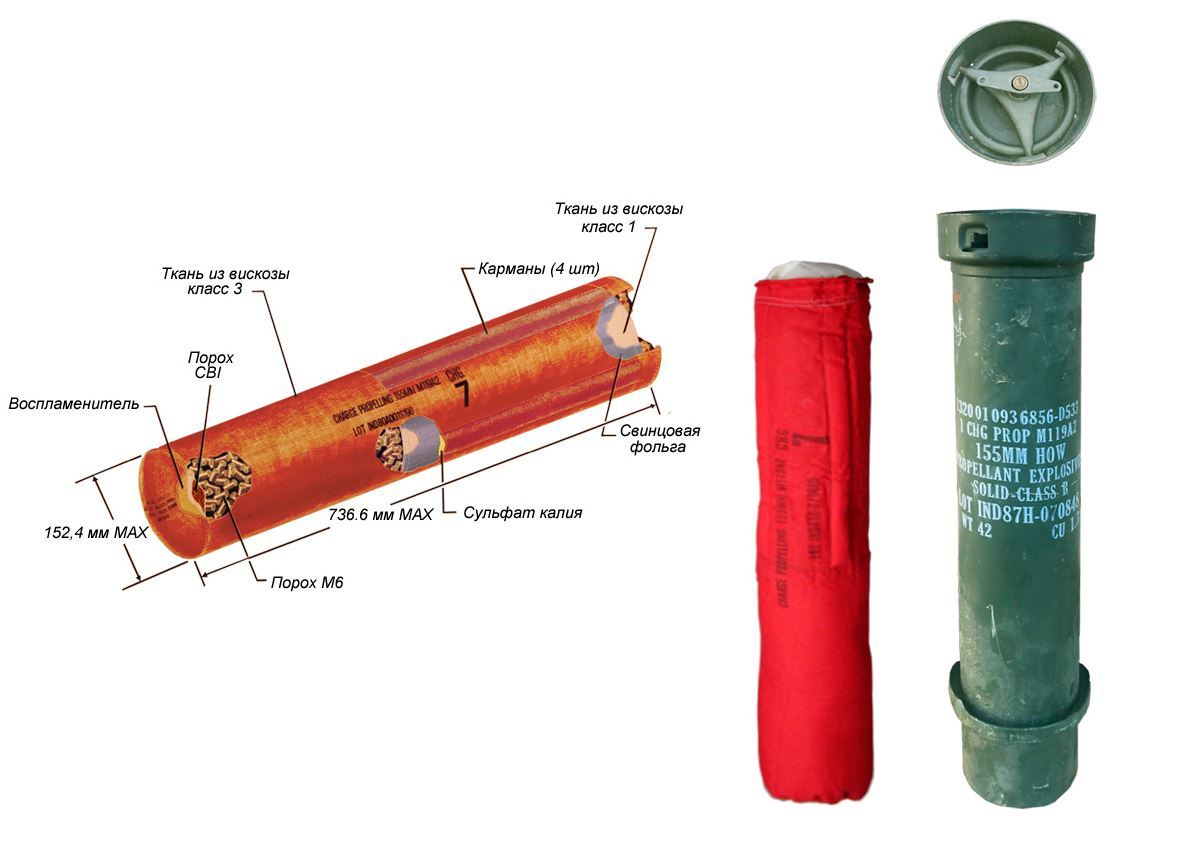
155 мм метательный заряд M119A2 "красный мешок" производства Indiana Army Ammunition Plant. Устройство, внешний вид, контейнер для хранения и транспортировки
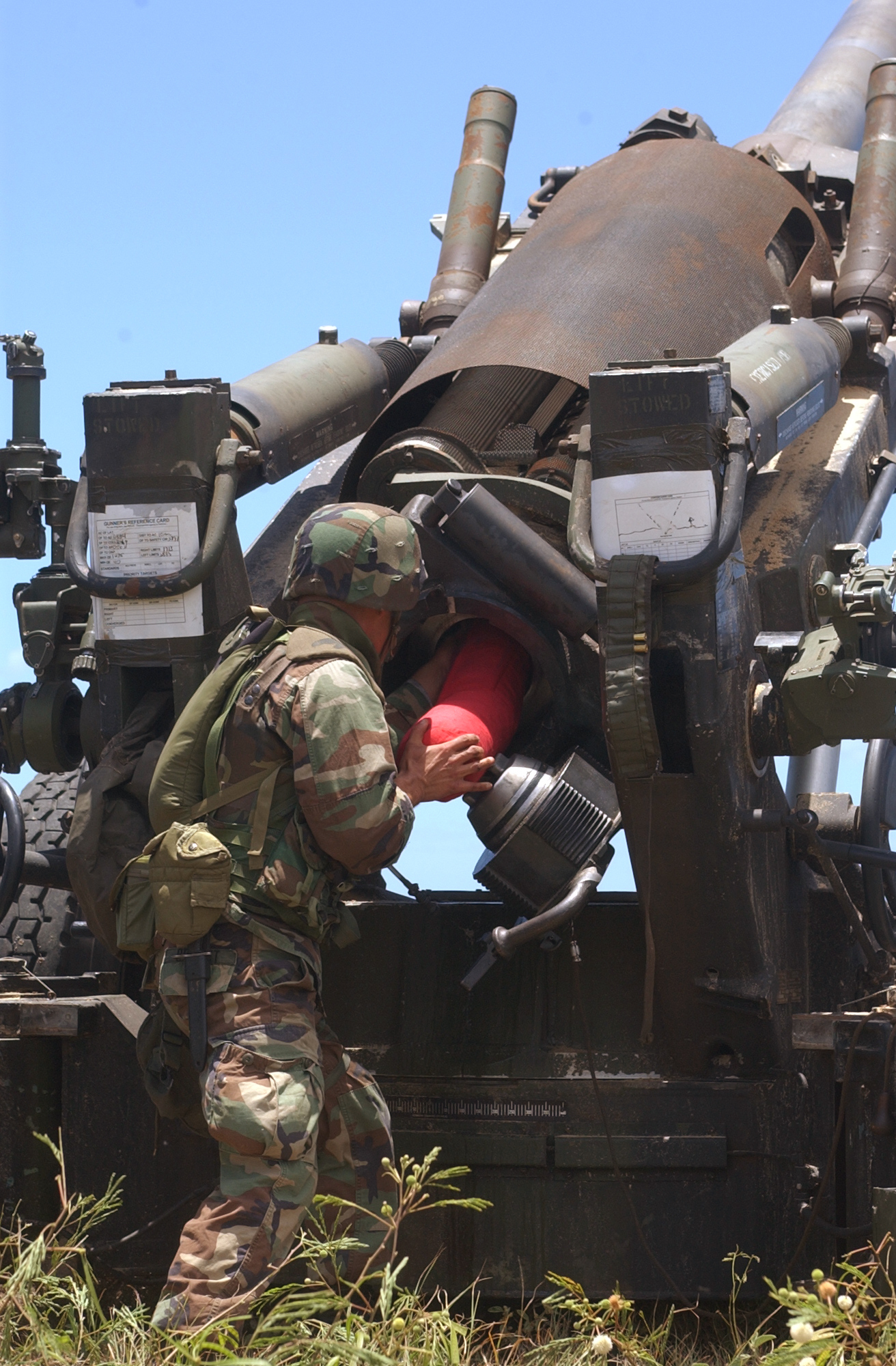
Применение заряда M119A2 при стрельбе из гаубицы M198 на учениях в США в 2004 году.

М203А1, унитарный единый метательный заряд зоны 8. Обеспечивает дальность стрельбы до 30 км. Заряд состоит примерно из 12,7 кг стержневого пороха M31A1E1 и тканевой подушки воспламенителя, заключенной в жесткую торцевую крышку горючей гильзы. Воспламенитель содержит 20 грамм чёрного пороха и 28 грамм CBI. Пучок стержневого пороха помещен в сгораемую гильзу, изготовленную из крафт-бумаги, пропитанной нитроцеллюлозой, стабилизатора, смоляного связующего и присадки, снижающей износ ствола. Предназначенный для удаления меди с нарезов ствола вкладыш из свинцовой фольги обматывается вокруг переднего конца пучка пороховых стержней внутри гильзы.  Заряд M203A1 имеет более холодное горение, что приводит к увеличению срока службы ствола и уменьшению вспышки. Диаметр заряда M203A1 составляет 158 мм, длина - 770 мм.
Базовый заряд M203 по конструкции был подобен M119, и содержал гранулированный порох в "красном мешке" с центральным воспламенителем. Матерчатая оболочка заряда имела шнуровку по всей длине. Шнуровка необходима для обеспечения  жёсткости и структурной стабильности собранного заряда.
В США заряды M203 и M203A1 производились на Армейском Заводе Боеприпасов в Индиане. В настоящее время производство свёрнуто. В других странах M203 продолжает производиться. Например, в Южной Корее заряд производит Hanwha Corporation под наименованием KМ203 

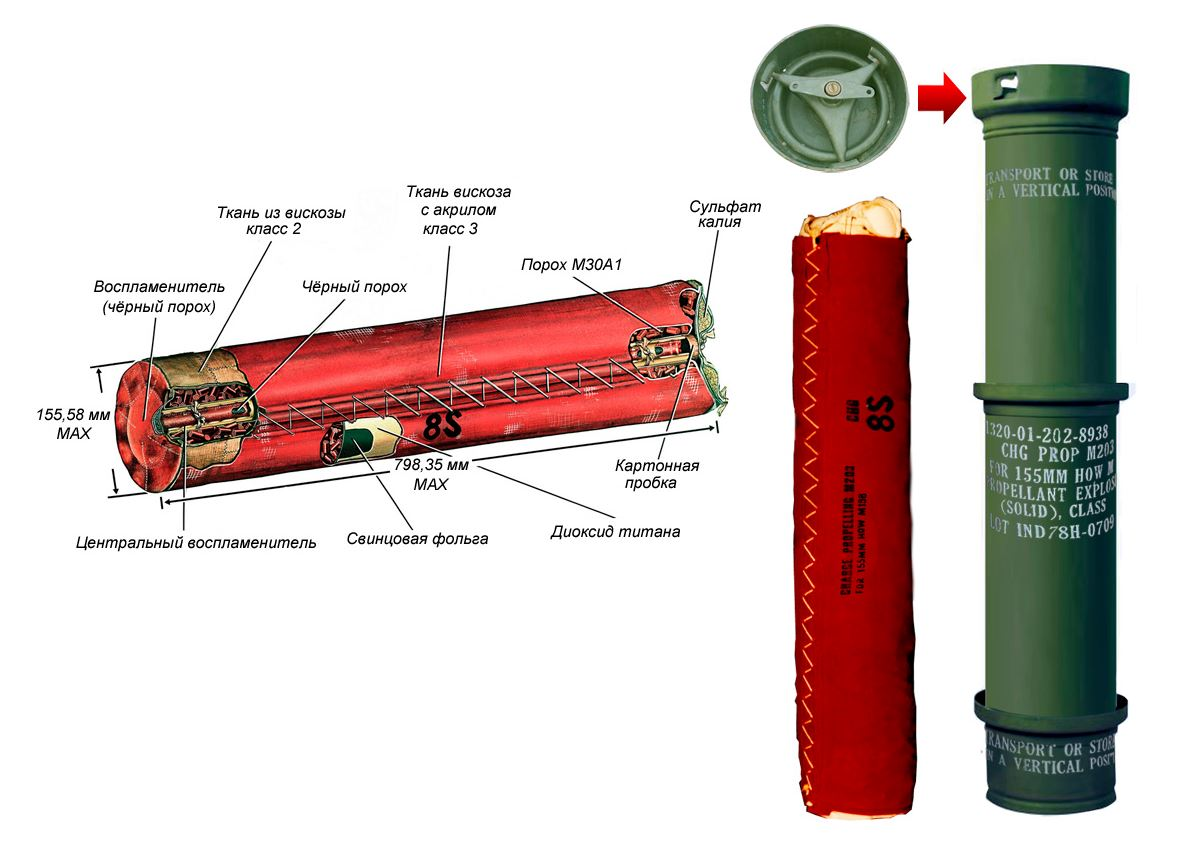
155 мм метательный заряд М203 "красный мешок" производства Indiana Army Ammunition Plant. Устройство, внешний вид, контейнер для хранения и транспортировки
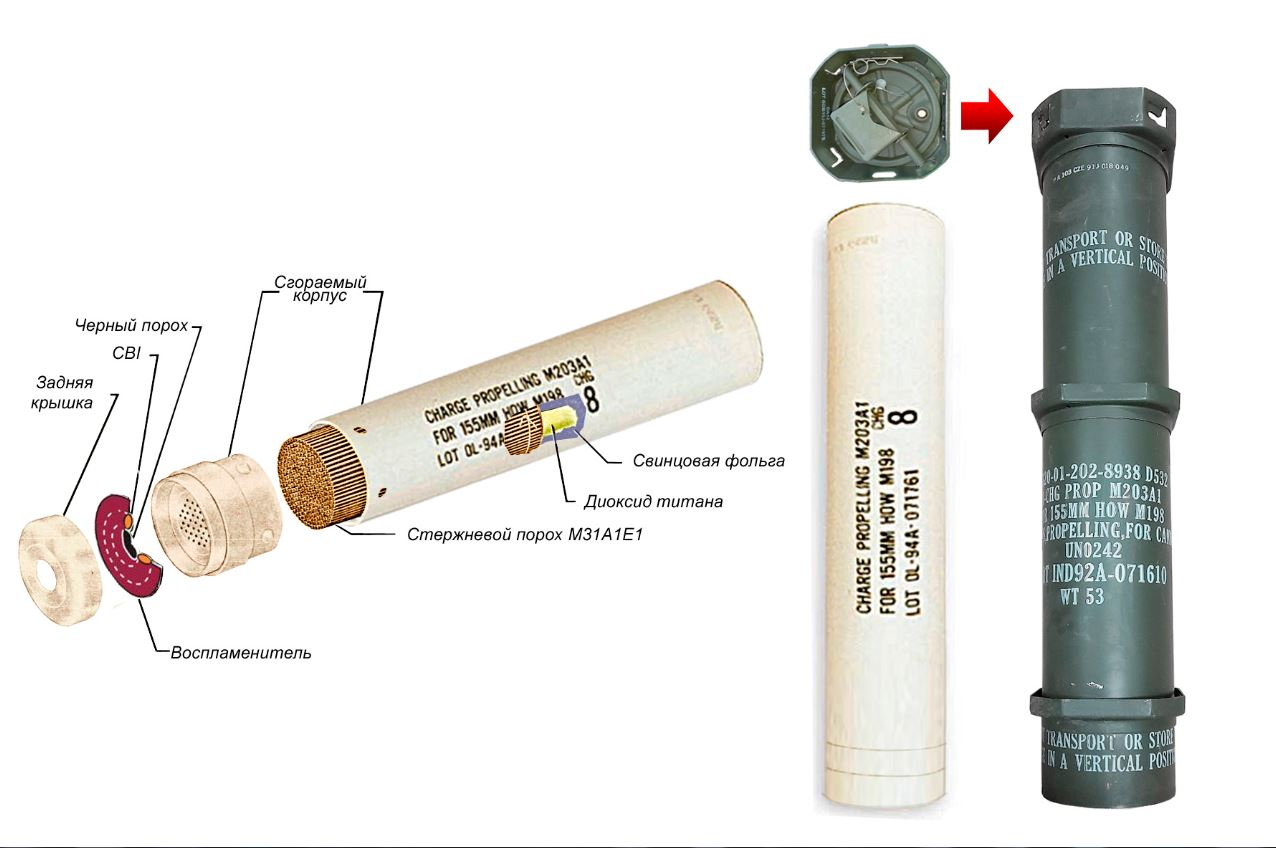
155 мм метательный заряд М203А1 производства Indiana Army Ammunition Plant. Устройство, внешний вид, контейнер для хранения и транспортировки
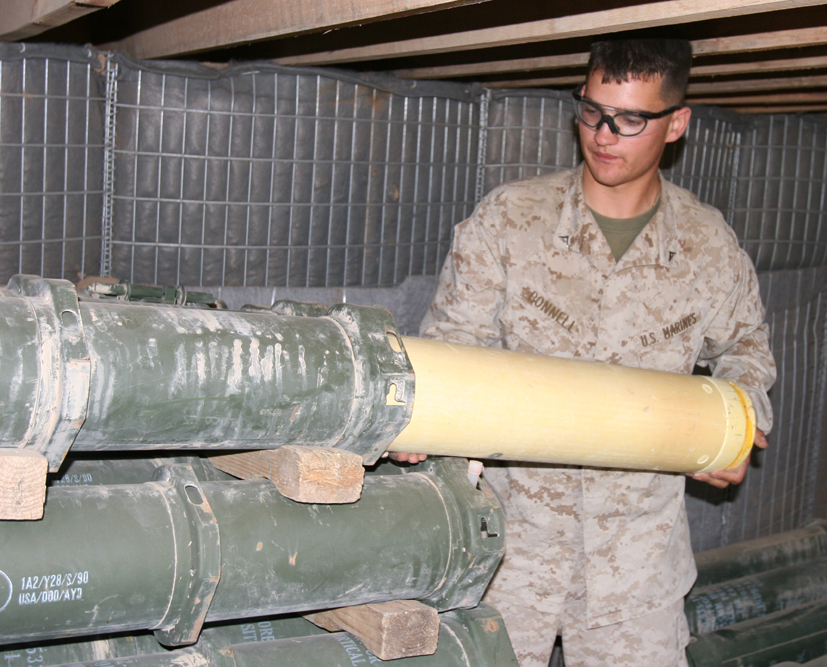
Извлечение М203А1 из контейнера.

Недостатком картузных метательных зарядов является то, что при стрельбе на дальности, меньше максимальной для данного заряда, заряд, находящийся в мешках, необходимо уменьшать вручную, а неиспользованный порох впоследствии сжигать.

## Модульные метательные заряды

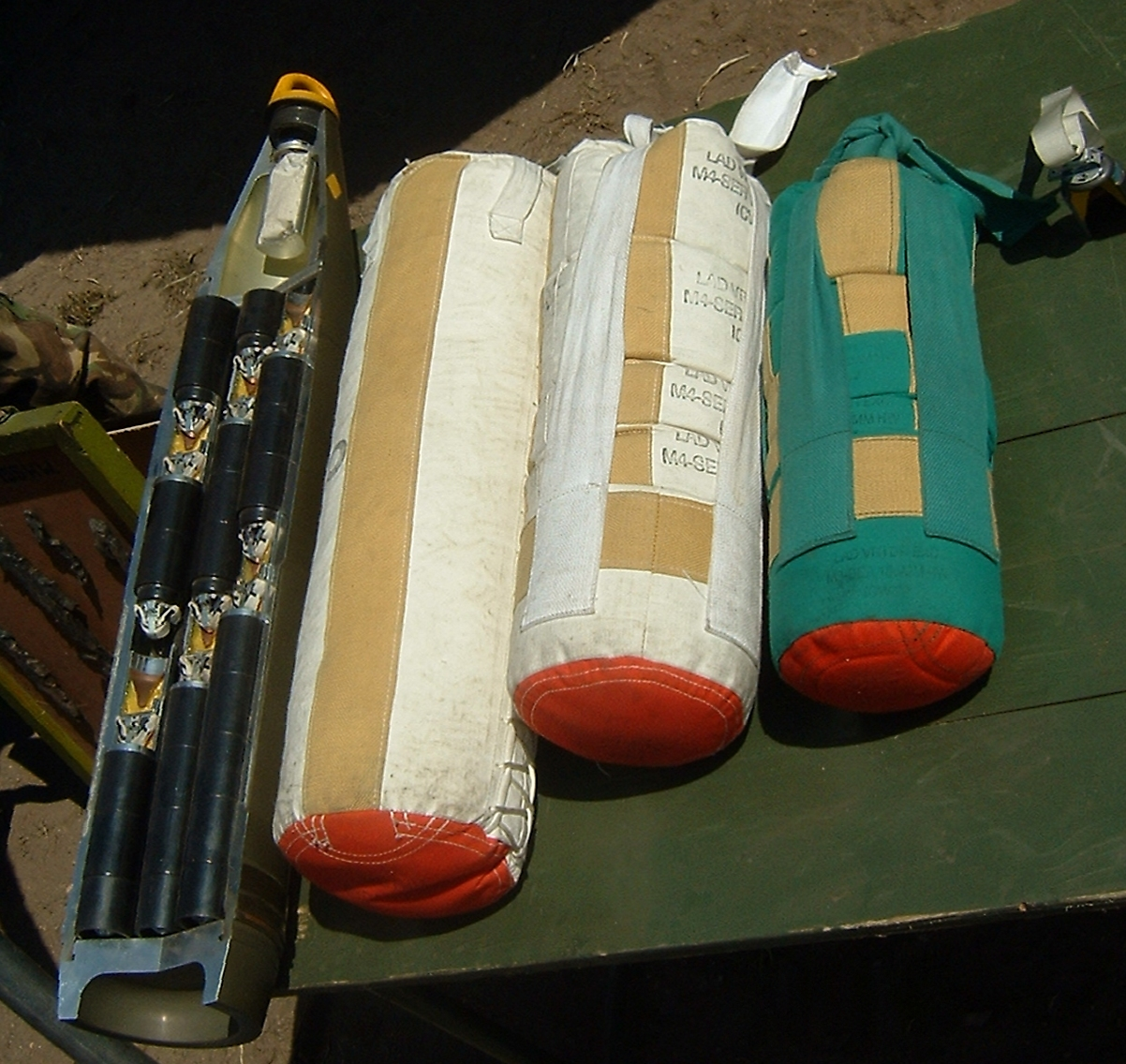
Нидерландский кассетный 155-мм снаряд и метательные заряды к нему.

Конструктивно модульный метательный заряд (ММЗ) представляет собой сгорающую гильзу на нитроцеллюлозной основе, закрывающуюся крышкой из того же материала, что и корпус. В гильзу вставляется трубка с боковыми отверстиями, так же выполненная из сгорающего материала. Внутренняя полость гильзы заполнена порохом.
Воспламенитель (например — дымный ружейный порох), размещается внутри трубки и в боковых углублениях с торцов гильзы. Центральная часть торцов закрыта дисками, изготовленными из майлара. Расположение воспламенителя с обоих торцов гильзы позволяет воспламенять заряд с любой стороны. Большая площадь торцевых воспламенителей обеспечивает надёжное воспламенение в том числе, и с помощью перспективной лазерной системы воспламенения.
Применение модульных метательных зарядов обеспечивает безотходное использование пороха, а также позволяет полностью автоматизировать процесс заряжания и добиться большей скорострельности.

### Модульные метательные заряды производства США

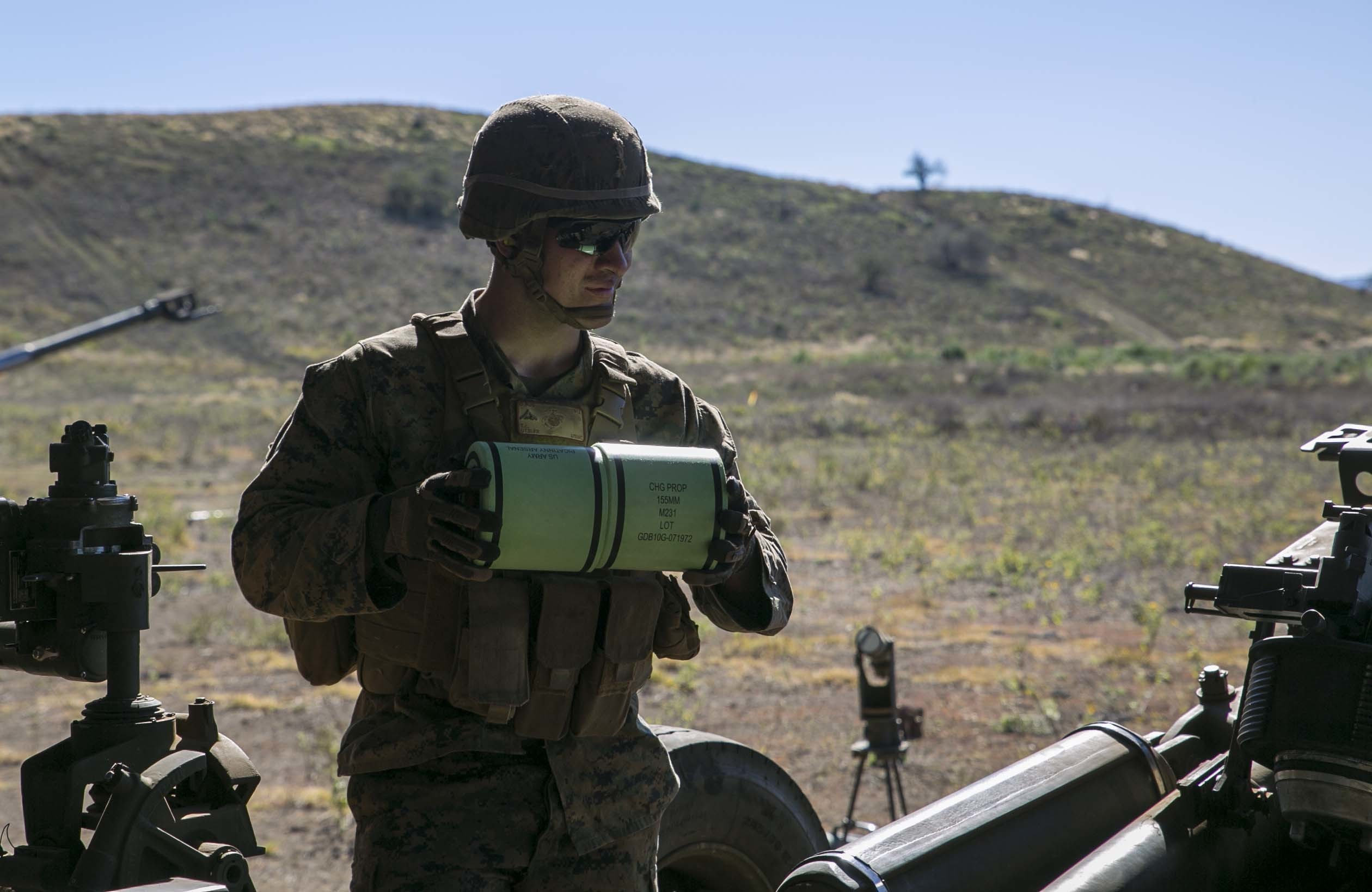
Модульные заряды М231 в руках артиллериста из 3-й дивизии морской пехоты.

#### М231
Цвет гильзы — зелёный. Масса 1,93 кг, Размеры: диаметр — 154,9 мм, длина — 153,7 мм. Заряды М231 предназначены для стрельбы на малые дальности — зоны 1 и 2. Применение одного или двух модульных зарядов М231 позволяет стрелять на дальности от 3 до 12 км.

#### М232,М232А1
Цвет гильзы — бежевый. Масса 2,65 кг. Размеры: диаметр — 152,4 мм, длина — 156 мм. Заряды М232 предназначены для стрельбы на большие дальности — зоны 3,4,5 и 6. При стрельбе тремя, четырьмя или пятью зарядами М232 дальность стрельбы может изменяться в пределах от 8 до 30 км в зависимости от типа, массы и конструкции снаряда.
Заряд М232 оптимизирован для систем с длиной ствола 52 калибров, а М232А1 — для систем с длиной ствола 39 калибров.

### Модульные метательные заряды производства Германии

#### DM82
Цвет гильзы — зелёный. Заряды DM82 предназначены для стрельбы на малые дальности — зоны 1 и 2. Применение одного или двух модульных зарядов М231 позволяет стрелять на дальности от 3 до 13 км.

#### DM72
Цвет гильзы — белый. Заряды DM72 предназначены для стрельбы на большие дальности — зоны 3,4,5 и 6. При стрельбе тремя, четырьмя или пятью зарядами DM72 дальность стрельбы может изменяться в пределах от 8 до 40 b более км в зависимости от типа, массы и конструкции снаряда.

#### DM92
Модуль, аналогичный DM72, с расширенным температурным диапазоном применения.

### Модульные метательные заряды производства Франции
- ВСМ — аналог DM82
- ТСМ — аналог DM92[9]